# Nepenthes burkei
Nepenthes burkei Hort.Veitch ex Mast., 1889 è una pianta carnivora della famiglia Nepenthaceae, endemica dell'isola di Mindoro, nelle Filippine, dove cresce a 1100–2000 m.